# 대구정책연구원
대구정책연구원은 대구광역시의 정책연구소이다. 이전에는 경상북도와 함께 설립한 대구경북연구원이 있었으나, 분할 합의에 따라 경상북도가 법인을 승계하면서 새로 출범하였다.